# Beaudéduit
Beaudéduit település Franciaországban, Oise megyében. Lakosainak száma 170 fő (2022. január 1.). Beaudéduit Lavacquerie, Le Mesnil-Conteville, Sommereux és Thoix községekkel határos.

## Népesség
A település népességének változása:
| Lakosok száma | 203  | 212  | 219  | 204  | 192  | 180  | 177  | 173  | 170  |
|               | 2013 | 2015 | 2016 | 2017 | 2018 | 2019 | 2020 | 2021 | 2022 |